# Älgtjärnen (Bollnäs socken, Hälsingland)
Älgtjärnen är en sjö i Bollnäs kommun i Hälsingland och ingår i Testeboåns huvudavrinningsområde.